# Afonso I xứ Bragança
Dom Afonso I xứ Braganza (phát âm tiếng Bồ Đào Nha: [ɐˈfõsu]; 10 tháng 8 năm 1377 – 15 tháng 12 năm 1461) là con trai ngoài giá thú của Vua João I của Bồ Đào Nha (vị vua đầu tiên của Nhà Avis), ông được phong tước hiệu Bá tước xứ Barcelos và năm 1442 ông được phong Công tước xứ Bragança và là ông tổ của Vương tộc Bragança cai trị Vương quốc Bồ Đào Nha và Đế chế Brasil sau này.
Năm 1640, Công tước xứ Braganza thứ 8 là Joãn II đã thực hiện Chiến tranh phục hồi Bồ Đào Nha, lật đổ vương quyền của Nhà Habsburg ở Bồ Đào Nha, ông được tôn lên ngai vàng với vương hiệu João IV của Bồ Đào Nha. Nếu tính từ khi Afonso I được phong Công tước xứ Bragança vào năm 1442, lập ra Nhà Bragança thì gia tộc này chỉ mất 198 năm để trở thành một vương tộc cai trị Bồ Đào Nha.